# お待たせしました 浜村淳です!
お待たせしました 浜村淳です（おまたせしました はまむらじゅんです）は、TBSラジオで1996年4月14日から1998年3月29日まで放送されていたラジオ番組である。

## 概要
同じく浜村淳がパーソナリティを務める毎日放送（MBSラジオ）『ありがとう浜村淳です』の内容を踏襲しており、いわば『ありがとう浜村淳です』の東京版である。　
オープニングは「今日の関東地方は〜」と始まり、軽くトークした後で
アシスタント「お待たせしました」
浜村淳「浜村淳です」と言って、オープニングソングが流れる。
そして、ここから、浜村節を混ぜ合わせた、爆裂トークが炸裂する。政治評論も、与党の政治家だけでなく、野党の政治家、さらには多くのマスコミがタブー視する中国や韓国、北朝鮮の首脳にも激しい批判を加えてる。また同じTBSの筑紫哲也や、ジャニー喜多川に対しても、痛烈に批判した。

## 放送時間
- 毎週日曜日16:00～17:45 - プロ野球ナイターオフ期は、スポーツ番組を内包させ19時まで放送

## 出演者

### パーソナリティ
- 浜村淳

### アシスタント
- 山本いつ子(～1997年3月)
- 柳生美香(1997年4月～)

## 主なコーナー
今日の新聞から大阪・毎日放送『ありがとう浜村淳です』の｢今朝の新聞から｣のコーナーを彷彿とさせる浜村ワールドが、約30分間ノンストップで繰り広げられる。
思い出は名曲とともに
思い出は映画とともに　ほか

## 備考
- スケジュールの都合上、基本的に大阪から回線を通しての生放送であったが、開始からしばらくは浜村自身も上京してTBSラジオのスタジオから生放送を行った。
  - ｢国際行事のため東京都内の道路は警備と混雑が激しい｣と話す等。
  - 特に、放送初日はTBSからの急遽の希望で東京本社スタジオからの生放送となり、浜村は当初から決まっていた岡山県内での講演活動後チャーターヘリで岡山空港に入り、定期航空便で羽田空港に飛んでTBS入りした。
- 初代アシスタントの山本は元々テレビ宮崎アナウンサーを経て関西でアナウンサー活動をしていた。その後NHK BS1の「BS55→BSニュース50」進行を担当するために上京していた。
- 1998年4月からは、内容をそのままに月曜夜に時間帯を移した『古今東西!浜村淳』がスタート。